# 赫雷贝尼夫

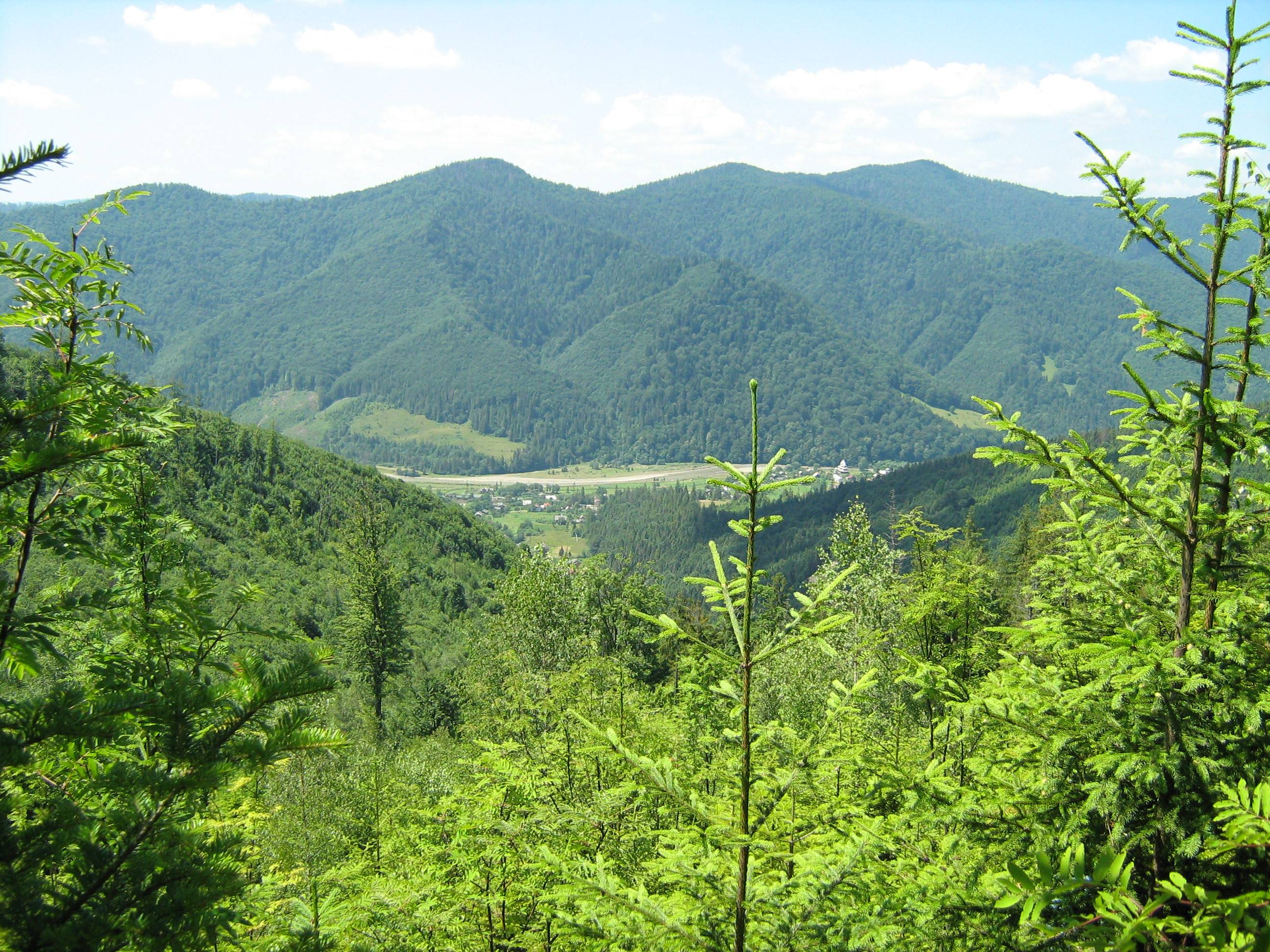

赫雷贝尼夫（烏克蘭語：Гребенів），是烏克蘭的村落，位於該國西部利沃夫州，由斯特雷區斯科莱市镇負責管轄，處於奧皮爾河畔，始建於1100年，面積1.04平方公里，海拔高度489米。